# Guggenhausen
Guggenhausen är den minsta kommunen (tyska Gemeinde) i Landkreis Ravensburg i förbundslandet Baden-Württemberg i Tyskland. Folkmängden uppgår till cirka 200 invånare, på en yta av 8 kvadratkilometer.
Kommunen ingår i kommunalförbundet Altshausen tillsammans med kommunerna Altshausen, Boms, Ebenweiler, Ebersbach-Musbach, Eichstegen, Fleischwangen, Hoßkirch, Königseggwald, Riedhausen och Unterwaldhausen.